# Tyń
Tyń [tɨɲ] (tiếng Đức: Thyn) là một ngôi làng thuộc khu hành chính của Gmina Postomino, thuộc hạt Sławno, West Pomeranian Voivodeship, ở phía tây bắc Ba Lan. Nó nằm khoảng 5 kilômét (3 mi) phía nam Postomino, 11 km (7 mi) phía bắc Sławno và 183 km (114 mi) về phía đông bắc của thủ đô khu vực Szczecin.
Trước năm 1945, khu vực này là một phần của Đức. Đối với lịch sử của khu vực, xem Lịch sử của Pomerania.

## Cư dân đáng chú ý
- Oscar Krackow von Wickerode (1826-1871), họa sĩ